# Saut en hauteur masculin aux championnats du monde d'athlétisme 2023
Pour des articles plus généraux, voir Championnats du monde d'athlétisme 2023 et Saut en hauteur aux championnats du monde d'athlétisme.
Navigation
Eugene 2022 Tokyo 2025
L'épreuve du saut en hauteur masculin des championnats du monde de 2023 se déroule les 20 et 22 août 2023 au sein du Centre national d'athlétisme à Budapest, en Hongrie.

## Mimimas
La période de qualification est comprise entre le 31 juillet 2022 et le 30 juillet 2023. Le minima de qualification est fixé à 2,32 m.

## Résultats

### Qualifications
Qualification: 2,30 m (Q) ou les 12 meilleures performances (q).
| Rang | Groupe | Athlète              | Pays             | 2,14 | 2,18 | 2,22 | 2,25 | 2,28 | 2,30 | Marque | Notes |
| ---- | ------ | -------------------- | ---------------- | ---- | ---- | ---- | ---- | ---- | ---- | ------ | ----- |
| 1    | A      | JuVaughn Harrison    | États-Unis       | –    | o    | o    | o    | o    |      | 2.28   | q     |
| 1    | B      | Mutaz Essa Barshim   | Qatar            | –    | –    | o    | o    | o    |      | 2.28   | q     |
| 1    | A      | Ryoichi Akamatsu     | Japon            | o    | o    | o    | o    | o    |      | 2.28   | q     |
| 4    | A      | Woo Sang-hyeok       | Corée du Sud     | o    | o    | o    | xo   | o    |      | 2.28   | q     |
| 5    | A      | Oleh Doroshchuk      | Ukraine          | o    | o    | o    | xo   | xo   |      | 2.28   | q, PB |
| 6    | B      | Andrii Protsenko     | Ukraine          | o    | xo   | o    | xxo  | xo   |      | 2.28   | q     |
| 6    | A      | Marco Fassinotti     | Italie           | xo   | xo   | o    | xo   | xo   |      | 2.28   | q, SB |
| 8    | B      | Tobias Potye         | Allemagne        | o    | o    | o    | o    | xxo  |      | 2.28   | q     |
| 9    | A      | Gianmarco Tamberi    | Italie           | –    | –    | o    | xo   | xxo  |      | 2.28   | q     |
| 10   | B      | Brandon Starc        | Australie        | o    | xo   | xo   | o    | xxo  |      | 2.28   | q     |
| 11   | A      | Shelby McEwen        | États-Unis       | xo   | o    | xxo  | o    | xxo  |      | 2.28   | q, SB |
| 12   | B      | Luis Enrique Zayas   | Cuba             | –    | xxo  | o    | xxo  | xxo  |      | 2.28   | q     |
| 12   | B      | Norbert Kobielski    | Pologne          | o    | o    | xxo  | xxo  | xxo  |      | 2.28   | q, SB |
| 14   | B      | Edgar Rivera         | Mexique          | o    | o    | o    | o    | xxx  |      | 2.28   |       |
| 15   | A      | Thomas Carmoy        | Belgique         | o    | xxo  | xo   | o    | xxx  |      | 2.25   |       |
| 16   | B      | Fernando Ferreira    | Brésil           | o    | xxo  | xxo  | o    | xxx  |      | 2.25   | SB    |
| 16   | A      | Donald Thomas        | Bahamas          | xo   | xo   | xxo  | o    | xxx  |      | 2.25   |       |
| 18   | B      | Naoto Hasegawa       | Japon            | o    | o    | xxo  | xxo  | xxx  |      | 2.25   | SB    |
| 19   | B      | Hamish Kerr          | Nouvelle-Zélande | -    | o    | o    | xxx  |      |      | 2.22   |       |
| 20   | A      | Douwe Amels          | Pays-Bas         | xo   | o    | o    | xxx  |      |      | 2.22   |       |
| 20   | B      | Sarvesh Anil Kushare | Inde             | o    | xo   | o    | xxx  |      |      | 2.22   |       |
| 22   | A      | Romaine Beckford     | Jamaïque         | o    | xxo  | o    | xxx  |      |      | 2.22   |       |
| 23   | A      | Alperen Acet         | Turquie          | o    | o    | xo   | xxx  |      |      | 2.22   |       |
| 23   | B      | Slavko Stević        | Serbie           | o    | o    | xo   | xxx  |      |      | 2.22   |       |
| 25   | B      | Luis Castro          | Porto Rico       | xo   | xo   | xo   | xxx  |      |      | 2.22   |       |
| 26   | B      | Stefano Sottile      | Italie           | o    | o    | xxo  | xxx  |      |      | 2.22   |       |
| 27   | B      | Django Lovett        | Canada           | xo   | o    | xo   | x-   | xx   |      | 2.22   | SB    |
| 28   | A      | Dmytro Nikitin       | Ukraine          | o    | o    | xxx  |      |      |      | 2.18   |       |
| 28   | A      | Erik Portillo        | Mexique          | o    | o    | xxx  |      |      |      | 2.18   |       |
| 28   | A      | Tihomir Ivanov       | Bulgarie         | o    | o    | xxx  |      |      |      | 2.18   |       |
| 31   | B      | Tomohiro Shinno      | Japon            | xo   | o    | xxx  |      |      |      | 2.18   |       |
| 32   | A      | Gergely Török        | Hongrie          | o    | xxx  |      |      |      |      | 2.14   |       |
| 32   | A      | Hichem Bouhanoun     | Algérie          | o    | xxx  |      |      |      |      | 2.14   |       |
| 32   | A      | Joel Baden           | Australie        | o    | xxx  |      |      |      |      | 2.14   |       |
| 32   | B      | Vernon Turner        | États-Unis       | o    | –    | xxx  |      |      |      | 2.14   |       |
| –    | B      | Carlos Layoy         | Argentine        | xxx  |      |      |      |      |      | NM     |       |

### Finale
| Rang               | Athlète            | Pays         | 2,20 m | 2,25 m | 2,29 m | 2,33 m | 2,36 m | 2,38 m | 2,40 m | Marque | Notes |
| ------------------ | ------------------ | ------------ | ------ | ------ | ------ | ------ | ------ | ------ | ------ | ------ | ----- |
| Médaille d'or      | Gianmarco Tamberi  | Italie       | -      | xo     | o      | o      | o      | xx-    | x      | 2,36 m | =WL   |
| Médaille d'argent  | JuVaughn Harrison  | États-Unis   | -      | o      | o      | o      | xo     | xxx    |        | 2,36 m | =WL   |
| Médaille de bronze | Mutaz Essa Barshim | Qatar        | -      | xo     | o      | o      | xxx    |        |        | 2,33 m |       |
| 4                  | Luis Zayas         | Cuba         | xo     | xo     | xo     | o      | xxx    |        |        | 2,33 m | PB    |
| 5                  | Tobias Potye       | Allemagne    | o      | xo     | o      | xo     | xxx    |        |        | 2,33 m |       |
| 6                  | Woo Sang-hyeok     | Corée du Sud | o      | o      | o      | x-     | xx     |        |        | 2,29 m |       |
| 7                  | Shelby McEwen      | États-Unis   | o      | xo     | xxo    | xx-    | x      |        |        | 2,29 m | SB    |
| 8                  | Ryoichi Akamatsu   | Japon        | o      | o      | xxx    |        |        |        |        | 2,25 m |       |
| 8                  | Brandon Starc      | Australie    | o      | o      | xxx    |        |        |        |        | 2,25 m |       |
| 10                 | Norbert Kobielski  | Pologne      | o      | xo     | xxx    |        |        |        |        | 2,25 m |       |
| 11                 | Andriy Protsenko   | Ukraine      | o      | xxo    | xxx    |        |        |        |        | 2,25 m |       |
| 12                 | Marco Fassinotti   | Italie       | xo     | xxx    |        |        |        |        |        | 2,20 m |       |
| 13                 | Oleh Dorochtchouk  | Ukraine      | xxo    | xxx    |        |        |        |        |        | 2,20 m |       |

## Légende
Records et Performances
- AR : Record continental (area record)
- CR : Record des championnats (championship record)
- MR : Record du meeting (meet record)
- NR : Record national (national record)
- OR : Record olympique (olympic record)
- PR : Record paralympique (paralympic record)
- PB : Record personnel (personal best)
- SB : Meilleure performance personnelle de la saison (season's best)
- WL : Meilleure performance mondiale de l'année (world leader)
- WJR : Record du monde junior (world junior record)
- WR : Record du monde (world record)

Circonstances et Conditions
- DNF : N'a pas terminé (did not finish)
- DNS : N'a pas pris le départ (did not start)
- DQ : Disqualification (disqualification)
- NM : Aucun essai valable enregistré (No Mark)
- Q : Qualifié « directement » au prochain tour (ou à la prochaine compétition), lors d'une compétition majeure, grâce au classement ou à la réalisation des minima (automatic qualifier)
- q : Qualifié au prochain tour (ou à la prochaine compétition), lors d'une compétition majeure, grâce au repêchage ou à la réalisation de l'une des meilleures performances parmi celles des « non qualifiés directement » (grâce au meilleur temps ou à la meilleure distance par exemple) (secondary qualifier)